# Kreis Karcag
Der Kreis Karcag (ungarisch Karcagi járás) ist ein Kreis im Osten des zentralungarischen Komitats Jász-Nagykun-Szolnok. Er grenzt an die Kreise Mezőtúr, Törökszentmiklós, Kunhegyes und Tiszafüred im Südwesten, Westen und Norden. Im Osten bildet das Komitat Hajdú-Bihar und im Südosten das Komitat Békés die Grenze.

## Geschichte
Der Kreis ging im Zuge der ungarischen Verwaltungsreform Anfang 2013 als Nachfolger des gleichnamigen Kleingebiets (ungarisch Karcagi kistérség) unverändert mit allen 5 Gemeinden hervor.

## Gemeindeübersicht
Der Kreis Karcag hat eine durchschnittliche Gemeindegröße von 8.416 Einwohnern auf einer Fläche von 171,45 (!) Quadratkilometern. Die Bevölkerungsdichte des zweitgrößten Kreises liegt unter dem Wert des Komitats (67,4). Der Verwaltungssitz befindet sich in der größten Stadt, Karcag, im Zentrum des Kreises gelegen. Karcag ist die flächenmäßig viertgrößte Gemeinde Ungarns.
| Gemeinde     | Status       | Herkunft Kleingebiet | Einwohnerzahl | Einwohnerzahl | Einwohnerzahl | Fläche (km²) | Bevölkerungs- dichte (Ew./km²) |
| Gemeinde     | Status       | Herkunft Kleingebiet | 01.10.2011    | 01.01.2013    | 01.01.2016    | 01.01.2016   | Bevölkerungs- dichte (Ew./km²) |
| ------------ | ------------ | -------------------- | ------------- | ------------- | ------------- | ------------ | ------------------------------ |
| Berekfürdő   | Gemeinde     | Karcag               | 935           | 1.008         | 1.014         | 18,57        | 54,6                           |
| Karcag       | Stadt        | Karcag               | 20.632        | 20.523        | 20.025        | 368,63       | 54,3                           |
| Kenderes     | Stadt        | Karcag               | 4.809         | 4.593         | 4.437         | 111,24       | 39,9                           |
| Kisújszállás | Stadt        | Karcag               | 11.397        | 11.469        | 11.182        | 205,27       | 54,5                           |
| Kunmadaras   | Großgemeinde | Karcag               | 5.453         | 5.559         | 5.421         | 153,55       | 35,3                           |
| Kreis Karcag |              |                      | 43.226        | 43.152        | 42.079        | 857,26       | 49,1                           |